# The Reminder
The Reminder è il terzo album discografico in studio della cantautrice canadese Feist, pubblicato nel 2007.

## Il disco
L'album è stato pubblicato il 23 aprile 2007 fuori dal Nord America ed il 1º maggio seguente in Canada e Stati Uniti.
Dopo la pubblicazione l'album ha debuttato nella classifica statunitense Billboard 200 alla posizione numero 16. In Canada ha esordito direttamente alla seconda posizione della classifica degli album più venduti. In totale, al luglio 2011, sono state vendute circa 730 000 copie del disco negli Stati Uniti.
Il 25 novembre 2008 è stata commercializzata un'edizione "deluxe" dell'album, costituita da un doppio CD con nove tracce aggiuntive.
La sesta traccia, Sealion, è un adattamento della canzone di Nina Simone tratta da Broadway-Blues-Ballads (1964) intitolata See-Line Woman.
I singoli estratti sono stati My Moon My Man, 1234, I Feel It All e Honey Honey. Il primo include un remix del musicista tedesco Boys Noize. Nel settembre 2007 il brano 1234 è stato utilizzato in uno spot per l'iPod nano. La canzone ha avuto un enorme successo ed ha raggiunto la posizione numero 8 della Official Singles Chart e la numero 8 della Billboard Hot 100 nel mese di ottobre. Tale canzone è stata scritta con la cantautrice australiana Sally Seltmann (aka New Buffalo).
L'album è stato inserito al terzo posto dal TIME nella classifica dei migliori album del 2007.
Il brano The Limit to Your Love è stato reinterpretato da James Blake ed inserito nel suo album d'esordio (2011).
Feist ha vinto il Shortlist Music Prize nel 2007 per The Reminder. Inoltre nel 2008 si è aggiudicata con questo album due premi Juno Award nelle categorie "album pop dell'anno" e "album dell'anno". Inoltre il disco è stato in nomination ai 50i Grammy come "album pop dell'anno".
L'album è entrato in classifica in diversi Paesi. Negli Stati Uniti ha raggiunto la posizione numero 16 della Billboard 200 ed è stato certificato disco d'oro. Nel Regno Unito si è posizionato fino alla posizione numero 28 della Official Albums Chart. Inoltre è stato certificato disco d'oro anche in Francia, Australia e Austria. In Canada invece l'album ha avuto un successo maggiore (secondo posto in classifica, doppio disco di platino). Infine ha raggiunto la "Top 40" in Germania (11), Svezia (8), Svizzera (7), Francia (8), Portogallo (29), Belgio-Fiandre (16), Austria (4).

## Tracce
Tutte le canzoni sono state scritte da Feist, eccetto dove indicato.
1. So Sorry (Feist, Dominic "Mocky" Salole) – 3:12
2. I Feel It All – 3:39
3. My Moon My Man (Feist, Jason "Gonzales" Charles Beck)– 3:48
4. The Park– 4:34
5. The Water (Feist, Brendan Canning)– 4:46
6. Sealion (Feist, George Bass, Nina Simone)– 3:39
7. Past in Present – 2:54
8. The Limit to Your Love (Feist, Jason "Gonzales" Charles Beck) - 4:21
9. 1234 (Sally Seltmann, Feist)– 3:03
10. Brandy Alexander (Feist, Ron Sexsmith) – 3:36
11. Intuition – 4:36
12. Honey Honey – 3:27
13. How My Heart Behaves – 4:26

## Formazione
- Leslie Feist - chitarra elettrica, chitarra acustica, banjo, voce, piano

Altri musicisti
- Gonzales - piano, organo, vibrafono, batteria
- Jesse Baird - batteria
- Mocky - basso acustico, farfisa, organo
- Bryden Baird - tromba, flicorno, percussioni
- Julian Brown - basso elettrico, melodica
- Jamie Lidell - arrangiamenti, voce
- Town Hall - gruppo percussioni e cori

Ospiti
- Eirik Glambek Bøe - voce (in 13)
- Kevin Drew - cori (in 12)
- Brendan Canning - cori (in 12)
- Pierre Luc Jamian - basso
- Ben Mink - archi e chitarra acustica (in 9)
- Ohad Benchetrit - "mistero del ponte" (in 3)
- Charles Spearin - "mistero del ponte" (in 3)
- Lori Gemmel - arpa
- Sandra Baron - violino
- Mary Stein - violoncello